# 마루기획의 음반
이 문서는 마루기획에서 발매한 음반 목록이다.

## 2000년대
- 2007년 9월 20일 초신성 - 1st Single
- 2007년 10월 25일 초신성 - The Beautiful Stardust
- 2008년 4월 3일 초신성 - [Digital Single] 2008 연가 초신성
- 2009년 9월 15일 초신성 - [Digital Single] TTL (Time To Love)[1]
- 2009년 10월 9일 초신성 - [Digital Single] TTL Listen 2[2]

## 2010년대
- 2010년 8월 18일 초신성 - Time To Shine
- 2010년 12월 16일 성제 - [Digital Single] Merry Love[3]
- 2011년 12월 29일 성제, 지혁 - 총각네 야채가게 OST Part.1[4]
- 2012년 4월 17일 초신성 - Stupid Love
- 2012년 8월 9일 초신성 - [Digital Single] 폭풍속으로 (She's Gone)
- 2014년 1월 24일 젝시 - [Digital Single] 꽃을 파는 여자[5]
- 2014년 3월 3일 1PS - [Digital Single] The First Score
- 2014년 4월 18일 김연지 - [Digital Single] 매일 이별
- 2014년 5월 12일 김연지 - 빅맨 OST Part.2
- 2014년 7월 8일 1PS - 사랑만 할래 OST Part.1
- 2015년 3월 30일 한영 - 기억속에서...
- 2015년 4월 7일 김연지 - [Digital Single] 잊었니
- 2015년 5월 6일 김연지 - 여왕의 꽃 OST Part.2
- 2015년 5월 15일 윤학 - 나의 유감스러운 남자친구 OST Part.6
- 2015년 5월 29일 김연지 - [Digital Single] 어쩌다
- 2015년 7월 3일 김연지 - [Digital Single] 꺼내지 못한 말[6]
- 2015년 8월 25일 마이비 - 심장어택 (My Oh My)
- 2015년 11월 13일 마이비 - [Digital Single] 또또
- 2015년 11월 22일 김연지 - 송곳 OST,내 사람
- 2016년 1월 7일 애쉬그레이 - [Digital Single] 밀당
- 2016년 1월 13일 한영 - [Digital Single] 거울아
- 2016년 3월 16일 커먼테일 - 비행기모드
- 2016년 5월 6일 김연지 - [Digital Single] 봄날에[7]
- 2016년 5월 12일 애쉬그레이 - [Digital Single] 결혼 (2016 Ver.)
- 2016년 8월 30일 김연지 - 몬스터 OST Part.5
- 2016년 10월 25일 김종국 - 우리집에 사는 남자 OST Track 1
- 2016년 12월 20일 성제 - 불야성 OST Part.2
- 2016년 12월 20일 커먼테일 - [Digital Single] Moodgang
- 2017년 1월 1일 보너스베이비 - [Digital Single] 우리끼리
- 2017년 3월 9일 권협, 박지훈, 한종연 - [Digital Single] 나야 나 (PICK ME)[8]
- 2017년 3월 10일 커먼테일 - [Digital Single] 친구들려줘 (Tell Ya Friends)
- 2017년 4월 20일 보너스베이비 - [Digital Single] 어른이 된다면
- 2017년 5월 4일 유나킴 - [Digital Single] Love Therapy[9]
- 2017년 5월 6일 권협,박지훈,한종연 - [Digital Single] 나야 나 (PICK ME) (Piano Ver.)[8]
- 2017년 5월 31일 김연지 - 군주 - 가면의 주인 OST Part.5
- 2017년 10월 13일 유나킴 - [Digital Single] THE UNI+ 마이턴 (My Turn)[10]
- 2017년 10월 27일 유나킴 - [Digital Single] THE UNI+ Shine[11]
- 2017년 10월 29일 손준형, 조영호,한종연, 김다윤, 김채현, 안다비, 최문희, 정하윤 - [Digital Single] 믹스나인 Part.1
- 2017년 11월 19일 손준형,조영호,한종연,김다윤,김채현,안다비,최문희,정하윤 - [Digital Single] 믹스나인 Part.3
- 2018년 1월 7일 정하윤,최문희 - [Digital Single] 믹스나인 Part.4
- 2018년 1월 20일 유나킴 - [Digital Single] THE UNI+ G STEP 1
- 2018년 1월 27일 정하윤,최문희 - [Digital Single] 믹스나인 Part.6
- 2018년 2월 10일 유나킴 - [Digital Single] THE UNI+ FINAL
- 2018년 5월 23일 KHAN - I'm Your Girl
- 2018년 8월 21일 노라조 - [Digital Single] 사이다
- 2019년 2월 22일 노라조 - 열혈사제 OST Part.1
- 2019년 3월 21일 이우진, 이진우, 이태승 - [Digital Single] _지마 (X1-MA)[12]
- 2019년 3월 26일 박지훈 - O'CLOCK
- 2019년 7월 17일 노라조 - [Digital Single] 샤워
- 2019년 9월 18일 틴틴 - Very,On Top
- 2019년 10월 26일 노라조 - 쌉니다 천리마마트 OST Part.3
- 2019년 12월 4일 박지훈 - 360

## 2020년대
- 2020년 5월 26일 박지훈 - The W
- 2020년 9월 23일 GHOST9 - PRE EPISODE 1 : DOOR
- 2020년 11월 4일 박지훈 - MESSAGE
- 2020년 11월 19일 노라조 - 빵
- 2020년 11월 19일 박지훈 - 연애혁명 OST Part.2
- 2020년 12월 10일 GHOST9 - PRE EPISODE 2 : W.ALL
- 2020년 12월 13일 노라조 - 철인왕후 OST Part.1
- 2021년 3월 4일 박지훈 - [Digital Single] CALL U UP[13]
- 2021년 3월 11일 GHOST9 - NOW : Where we are, here
- 2021년 4월 29일 노라조 - [Digital Single] 야채
- 2021년 6월 3일 GHOST9 - NOW : When we are in Love
- 2021년 6월 22일 박지훈 - 멀리서 보면 푸른 봄 OST Part.2
- 2021년 8월 12일 박지훈 - My Collection
- 2021년 9월 23일 노라조 - [Digital Single] 고민은 배송만 늦출 뿐
- 2021년 10월 28일 박지훈 - HOT&COLD
- 2021년 11월 25일 GHOST9 - NOW : Who we are facing
- 2021년 12월 10일 조빈 - [Digital Single] Friends Vol.4[14]
- 2022년 4월 7일 GHOST9 - ARCADE : V
- 2022년 8월 27일 GHOST9 - Listen-Up(리슨업) EP.5 [15]
- 2022년 9월 30일 박지훈 - [Digital Single] Moon & Back[16]
- 2022년 10월 12일 박지훈 - The Answer
- 2023년 4월 12일 박지훈 - Blank Or Black
- 2023년 10월 25일 GHOST9 - ARCADE : O
- 2024년 6월 6일 GHOST9 - [Digital Single] 째깍째깍
- 2024년 12월 23일 GHOST9 - [Digital Single] 서있을게
- 2025년 6월 9일 최준성 - [Japan Digital Single] Melty Love